# فرودگاه لنکستر کاونتی
فرودگاه لنکستر کاونتی (به انگلیسی: Lancaster County Airport) (به زبان بومی: McWhirter Field) یک فرودگاه همگانی بهره‌برداری هوایی است که یک باند فرود آسفالت دارد و طول باند آن ۱۸۳۰ متر است. این فرودگاه در شهر لنکستر، کارولینای جنوبی کشور ایالات متحده آمریکا قرار دارد و در ارتفاع ۱۴۸ متری از سطح دریا واقع شده‌است.